# Skarð

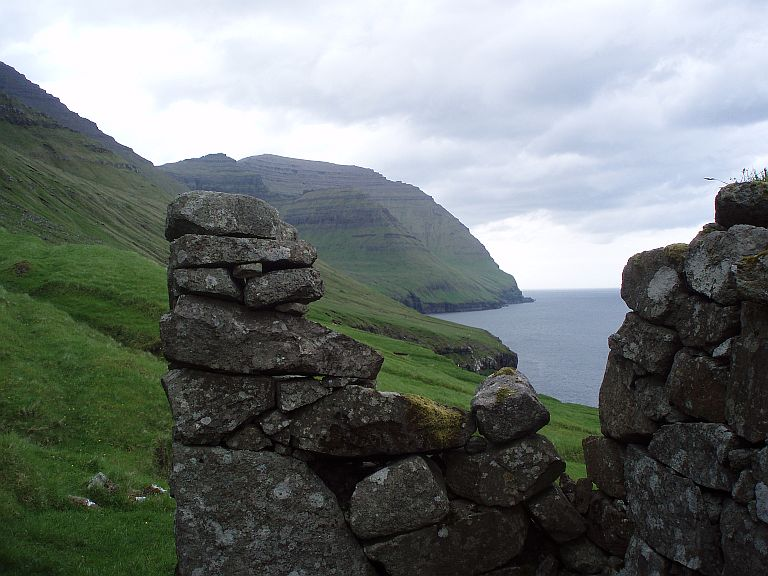
Ruínas de Skarð

Skarð (pronunciado ['skɛaɹ]) é uma vila abandonada na costa leste de Kunoy, Norðoyar, Ilhas Feroe. Em 23 de dezembro de 1913, todos os sete homens aptos para o trabalho na vila morreram em um acidente pesqueiro, levando todo o restante da população a deixar a localidade para a vila próxima de Haraldssund até 1919. Um dos antigos barcos pesqueiros da ilha hoje se encontra em Klaksvík. Há dois caminhos para a vila: um costeiro que leva a Haraldssund, e um montanhoso a Kunoy, capital da ilha. Este chega a uma altitude de 600 metros e é recomendado apenas a alpinistas experientes, ainda que os moradores da vila costumeiramente o utilizassem para assistir ofícios na igreja local de Kunoy.

## Personalidades de Skarð
- Símun av Skarði (Skarð, 1872 - Tórshavn, 1942; autor da letra do hino nacional Tú alfagra land mítt, e fundador da primeira escola superior do arquipélago, em Klaksvík) [2]